# Angleški nogometni hram slavnih
Angleški nogometni hram slavnih se nahaja v Prestonu, Anglija. Namen hrama je počastitev dosežkov največjih nogometnih talentov angleškega nogometa. Vsako leto sprejmejo nove člane, ki jih javnost izve na podelitvi, znani kot Oskarji angleškega nogometa, v septembru ali oktobru.

## Otvoritveni člani, 2002

### Igralci
- Gordon Banks
- George Best
- Eric Cantona
- John Charles
- Sir Bobby Charlton
- Kenny Dalglish
- William »Dixie« Dean
- Peter Doherty
- Duncan Edwards
- Sir Tom Finney
- Paul Gascoigne
- Jimmy Greaves
- Johnny Haynes
- Kevin Keegan
- Denis Law
- Nat Lofthouse
- Dave Mackay
- Sir Stanley Matthews
- Bobby Moore
- Bryan Robson
- Ben Evans
- Billy Wright

### Igralke
- Lily Parr

### Trenerji
- Sir Matt Busby
- Brian Clough
- Sir Alex Ferguson
- Bob Paisley
- Sir Alf Ramsey
- Bill Shankly

## Člani 2003

### Igralci
- Alan Ball
- Danny Blanchflower
- Pat Jennings
- Tommy Lawton
- Gary Lineker
- Stan Mortensen
- Peter Schmeichel
- Arthur Wharton

### Igralke
- Hope Powell

### Trenerji
- Herbert Chapman
- Stan Cullis
- Bill Nicholson
- Sir Bobby Robson

## Člani 2004

### Igralci
- Tony Adams
- Viv Anderson
- Billy Bremner
- Sir Geoff Hurst
- Roy Keane
- Wilf Mannion
- Alan Shearer

### Igralke
- Sue Lopez

### Trenerji
- Dario Gradi
- Don Revie

### Posebna kategorija: ambasador nogometa
- Sepp Blatter - predsednik Fife je bil potrjen za člana, da bi obeležili jubilej svetovne zveze. Blatter je prva figura izven angleškega nogometa, ki je bila sprejeta v hram.

## Člani 2005

### Igralci
- John Barnes
- Colin Bell
- Jack Charlton
- Ryan Giggs
- Alex James
- Bert Trautmann
- Ian Wright

### Igralke
- Debbie Bampton

### Trenerji
- Howard Kendall
- Sir Walter Winterbottom

## Člani 2006

### Igralci
- Liam Brady
- Alan Hansen
- Roger Hunt
- Jackie Milburn
- Martin Peters
- Ian Rush
- Gianfranco Zola

### Igralke
- Gillian Coultard

### Trenerji
- Ron Greenwood
- Arsène Wenger

## Člani 2007

### Igralci
- Peter Beardsley
- Dennis Bergkamp - Izbira navijačev - v sodelovanju z BBC Football Focus
- Glenn Hoddle
- Mark Hughes
- Billy Meredith
- Graeme Souness
- Nobby Stiles

### Igralke
- Karen Walker
- Joan Whalley

### Football Foundation Community Champion
- Niall Quinn

### Nagrada FA nogomet za vse
- Stephen Daley - Igralec, rojen na Severnem Irskem, je moral zaključiti kariero zaradi izgube vida pri 18 letih. Kasneje je postal kapetan slabovidne angleške reprezentance.

### Trenerji
- Terry Venables

### Posebna kategorija: 150. obletnica najstarejšega kluba na svetu
- Sheffield

## Člani 2008

### Igralci
- Jimmy Armfield
- David Beckham
- Steve Bloomer
- Thierry Henry
- Emlyn Hughes - Izbira navijačev - v sodelovanju s Sky Sports
- Paul Scholes
- Ray Wilson

### Igralke
- Pauline Cope

### Football Foundation Community Champion
- Peter Beardsley

### Nagrada FA nogomet za vse
- Steve Johnson - redni član angleške reprezentance v invalidnem nogometu in vodja Evertonove dobrodelne akcije Everton in the Community.

### Trenerji
- Bertie Mee

## Posebne nagrade 2008 - Evropski hram slavnih
Leta 2008 so hram povabili, da priredi dodatno večerjo s podelitvijo nagrad v Liverpoolu kot del slavnosti ob izboru mesta za Evropsko prestolnico kulture. Tokrat se je selekcijski komite nadejal izbrati tiste nogometne legende, ki so dali svoj delež angleškim klubom v evropskem tekmovanju in/ali uspešnem igranju za klube s celine. Ob tem so počastili še dva kluba, ki sta z angleške perspektive za nesmrtno napravila Ligo prvakov.

### Igralci
- George Best
- John Charles
- Sir Bobby Charlton
- Kenny Dalglish
- Kevin Keegan

### Trenerji
- Sir Matt Busby
- Brian Clough
- Sir Alex Ferguson
- Bob Paisley
- Sir Bobby Robson

### Moštva
- Manchester United - 1968
- Liverpool - 1978

### Največji evropski nogometaš
- Michel Platini - trenutni predsednik Uefe je postal druga figura izven angleškega nogometa, ki jo je hram počastil.

Nadalje so navijači obeh moštev iz Liverpoola (Liverpoola in Evertona) - v sodelovanju z Liverpool Echo - izbrali svoje najljubše igralce iz evropskih tekmovanj:
- Liverpool -  Steven Gerrard
- Everton -  Neville Southall

## Člani 2009

### Igralci
- Ossie Ardiles
- Cliff Bastin
- Sir Trevor Brooking
- George Cohen
- Frank McLintock
- Len Shackleton
- Teddy Sheringham
- Frank Swift

### Igralke
- Marieanne Spacey

### Football Foundation Community Champion
- Robbie Earle

### Nagrada FA nogomet za vse
- Ronnie Watson - igralec Oldham Athletica, ki trpi za učnimi težavami.

### Trenerji
- Malcolm Allison
- Joe Mercer

### Moštva
- Manchester United - Busbyjevi mladci iz 50. let
- Manchester City - 1968–1970

Prvotno so nameravali počastiti tudi moštvi Aston Ville iz 1890. let in leta 1982, a so ti dve nagradi preložili na kasnejši termin.

## Člani 2010

### Igralci
- Charlie Buchan
- Ian Callaghan
- Ray Clemence
- Johnny Giles
- Francis Lee
- Sir Alf Ramsey -prvi kot igralec in trener
- Clem Stephenson

### Ženske članice
- Brenda Sempare

### Football Foundation Community Champion
- Graham Taylor

### Nagrada FA nogomet za vse
- George Ferguson - dolgoletni član Evertonove ekipe slepih in slabovidnih in tajnik angleške nogometne lige slepih in slabovidnih

### Trenerji
- Harry Catterick

### Moštva
- Anglija - Zmagovalci svetovnega prvenstva v nogometu 1966

### Nagrada za življenjsko delo
- Jimmy Hill

## Člani 2013

### Igralci
- Raich Carter
- Eddie Gray
- Cliff Jones
- Matt Le Tissier
- Mike Summerbee
- Ray Wilkins

### Igralke
- Sheila Parker - prva kapetanka angleške reprezentance

### Nagrada FA nogomet za vse
- David Clarke

### Sodniki
- Jack Taylor

### Posebne nagrade
- Civil Service F.C. - edini preživeli klub iz Football Association po 150 letih
- William McGregor - ustanovitelj Football League ob 125-letnici

## Člani 2014

### Igralci
- Trevor Francis
- Hughie Gallacher
- Jimmy McIlroy
- Michael Owen
- Patrick Vieira

### Igralke
- Sylvia Gore

### Nagrada FA nogomet za vse
- Matt Dimbylow

### Moštva
- Preston North End iz leta 1888/89

### Posebne nagrade
- The Football Battalion - skupina profesionalnih nogometašev in navijačev iz Bitke na Somi

## Člani 2015

### Igralci
- Ivor Allchurch
- Bob Crompton
- Norman Hunter
- Paul McGrath
- Alan Mullery
- Gary Neville
- Stuart Pearce

### Igralke
- Faye White

### Nagrada FA nogomet za vse
- Gary Davies - kapetan angleške reprezentance s cerebralno paralizo

### Posebne nagrade
- Sun Džihai - branilec Manchester Cityja in prvi kitajski nogometaš v angleških klubih.

## Člani 2016

### Igralci
- Rio Ferdinand
- Denis Irwin
- Mark Lawrenson
- Billy Liddell
- John Robertson
- David Seaman
- Neville Southall
- Gordon Strachan

### Igralke
- Rachel Brown-Finnis
- Rachel Unitt

### Nagrada FA nogomet za vse
- Martin Sinclair

### Moštva
- Nottingham Forest iz leta 1979 in 1980 ob zmagi v Pokalu državnih prvakov.

### Posebne nagrade
- Notts County - kot najstarejši nogometni klub na svetu